# بيرمانيلا
بيرمانيلا (بالإنجليزية: Bermanella)‏ هي جنس بكتيريا من عائلة حليزنيات محيطية. وهناك نوع واحد معروف هو بيرمانيلا البحر الأحمر.

## أصل التسمية
اشتقت تسمية جنس البيرمانيلا من اسم عالم بيئة الميكروبات المائية توم بيرمان.